# Pseudovalsella
Pseudovalsella — рід грибів. Назва вперше опублікована 1918 року.

## Класифікація
Згідно з базою MycoBank до роду Pseudovalsella відносять 3 офіційно визнаних види:
- Pseudovalsella modonia
- Pseudovalsella tetraspora
- Pseudovalsella thelebola